# Lucio della Torre
Lucio Antonio della Torre e Valsassina (Fagagna, 28 febbraio 1695 – Gradisca d'Isonzo, 3 luglio 1723) è stato un nobile italiano, appartenente alla famiglia Della Torre.
Figlio di Sigismondo della Torre e della nobile veneziana Cecilia Mocenigo, fu signore di Noale, Villalta, Ciconicco, San Vito di Fagagna e Cargnacco e un famoso brigante e assassino che imperversò per i territori della Serenissima a capo di una banda di bravi e briganti, compiendo ogni sorta di crimini che vanno dal furto allo stupro e all'assassinio. Condannato in contumacia dal Consiglio dei Dieci nel 1717 per una lunga serie di delitti (tra i quali cospirazione contro lo Stato e brigantaggio), si rifugia a Gorizia, all'epoca in territorio imperiale, e nei cinque anni successivi conduce la grama vita dell'esule. 
Nel 1722 tuttavia, con la complicità della sua amante Marianna Strassoldo e il figlio di lei Niccolò, ordisce un complotto per assassinare la moglie Eleonora di Madrisio, così da poter contrarre un matrimonio riparatore con Lodovica Strassoldo, rimasta incinta a seguito di una relazione col giovane conte. L'indignazione suscitata dall'efferatezza del delitto attirò su di lui sia la polizia veneziana che quella austriaca; quest'ultima lo arrestò a Farra d'Isonzo, dove il Torriano si era rifugiato assieme ai suoi complici.
A seguito di un processo durato un anno, viene condannato a morte e giustiziato per decapitazione il 3 luglio 1723 all'età di 28 anni.

## Biografia

### Le dinamiche familiari e l'infanzia
Lucio nacque nel 1695 probabilmente nel castello di Villalta a Fagagna, di cui la sua famiglia era feudataria, dal conte Sigismondo della Torre, Ciambellano e Consigliere Intimo dell'Imperatore Leopoldo I, e dalla nobildonna veneziana Cecilia Mocenigo. Fin da piccolo respirò un clima familiare piuttosto violento: i Della Torre infatti si erano costruiti una fama di nobili privi di scrupoli e capaci di qualsiasi delitto a partire da suo nonno Carlo, il quale durante il proprio mandato di capitano di Gorizia e Trieste aveva abusato della sua carica per far eliminare diversi rivali, compreso un certo Conte Petazzi, e si era fatto notare per la sua smaccata parzialità nei procedimenti che vedevano coinvolti nobili suoi amici. Questi viene poi arrestato nel 1671 e rinchiuso a Graz nella fortezza di Schlossberg con le accuse di aver sedotto e rapito la moglie di un alto dignitario della corte imperiale e di aver preso parte ad una congiura contro lo Stato; quivi morirà prigioniero nel 1689 lasciando un cospicuo patrimonio indiviso. Peggio di Carlo furono i suoi tre figli Sigismondo, Lucio e Girolamo, tutti e tre dediti a braverie e sopraffazioni.
Il padre di Lucio, che oltre alla carica di ciambellano e consigliere intimo dell'Imperatore era anche Maresciallo ereditario della contea di Gorizia e di Gradisca, Maggiordomo della provincia del Cragno, Credenziere ereditario del ducato di Carinzia, a seguito dei suoi misfatti, viene bandito dai territori dell'Impero nel 1697 e costretto a rifugiarsi nel suo castello di Villalta, allora in terra della Repubblica di San Marco.
Nel 1699, a causa di una questione ereditaria mal risolta, l'ultimogenito Girolamo s'introduce con alcuni complici nel castello di Villalta e spara un'archibugiata al fratello Sigismondo lasciandogli una ferita che lo condurrà alla morte dopo otto giorni di agonia; alcuni affermano che il medico di Cargnacco incaricato di curare il ferito sia stato corrotto da Girolamo onde accelerarne il trapasso. L'episodio accade davanti agli occhi del piccolo Lucio, all'epoca di quattro anni, lasciandolo indubbiamente traumatizzato e segnato nella psiche. Esecutore testamentario di Sigismondo è il Conte Francesco Tacelli, il quale viene anche nominato tutore dei due bambini Lucio e Carlo prendendo l'incarico di gestire il loro patrimonio fino alla raggiunta maggiore età. Nella speranza di sottrarre i fratelli alla nefasta influenza della famiglia e dai ricordi che potevano suscitargli i luoghi, la madre Cecilia e il Tacelli prendono di comune accordo la decisione di inviare i due bambini a Venezia presso un collegio di Gesuiti, ordine rinomato per la propria tradizione di educatori. Inizialmente recalcitrante all'idea di abbandonare le terre di famiglia, dove poteva dare sfogo alla propria passione per l'equitazione, il giovane Lucio viene alla fine convinto dal Conte Tacelli ad accettare di entrare in collegio dietro la promessa di poter frequentare il grande maneggio della città ogni qualvolta avesse voluto. 
Nonostante i due fratelli si rivelino studenti svogliati e di scarso profitto, inizialmente Lucio sembra assorbire le dottrine dei Gesuiti e le virtù del buon cristiano, eseguendo compitamente tutte le pratiche di divozione e gli esercizi spirituali ai quali viene sottoposto dai severi maestri; tuttavia intorno ai quindici anni il sangue violento della famiglia sembra risvegliarsi in lui e comincia a godere di tutti i vizi che Venezia ha da offrirgli, spendendo grandi somme, indebitandosi pure con diversi usurai e arrivando a minacciare lo stesso Tacelli qualora si fosse rifiutato di dargli i danari necessari ai propri bagordi.

### Il ritorno a Villalta e il matrimonio
Venezia non si rivela dunque adatta a soffocare la sua innata propensione alla violenza e il suo carattere epicureo. Nel tentativo di sottrarlo all'influenza delle cattive compagnie veneziane, il suo tutore e la madre Cecilia lo richiamano a Noale. Ritornato nel suo feudo avito di Villalta il giovane Conte, anche dietro consiglio del Tacelli, raccoglie una banda di bravi per difendersi dai cugini, figli di suo zio Girolamo, i quali in fatto di braverie e sopraffazioni non erano da meno rispetto alla fama dei Della Torre. Tuttavia Lucio non accenna a mettere giudizio, dunque la madre e il Tacelli, preoccupati, pensano che il matrimonio possa giovare al carattere collerico e violento del figlio, così nel 1712 gli organizzano un matrimonio con la giovane Eleonora, figlia del conte Enrico di Madrisio, che era caratterialmente l'opposto del marito. Il matrimonio viene celebrato a San Martino del Friuli il 29 Marzo 1712, con Lucio diciassettenne e la sposa di un anno più giovane che festeggiano nella casa del padre di Eleonora Giovanni Enrico di Madrisio; al ricevimento interviene anche il pro zio di Eleonora, il Conte Girolamo di Colloredo ciambellano dell'Imperatore Carlo VI e Ambasciatore Imperiale presso la Repubblica di Venezia. 
A differenza di ciò che pensava Cecilia, il matrimonio non serve a calmare quel figlio irrequieto il quale, anzi, trova assai irritante una sposa così mite e remissiva, tradendola di continuo e non risparmiandole neppure le bastonate; da questa unione nascono tre figli Cecilia, Sigismondo e Carlo, cosa che tuttavia non addolcisce il carattere feroce di Lucio, anche se contribuisce ad attenuare la disperazione della povera Eleonora che nella cura dei figli cerca scampo alla villania del marito. Un giorno questi origlia per caso la confessione che la sventurata rivolgeva al prete lamentandosi dei soprusi e, in preda alla furia, le tirò una bastonata colpendo tuttavia il loro figlioletto neonato Carlo che ella aveva in braccio e uccidendolo. Pare che il Conte non avesse alcun rimorso per l'assassinio; anzi, sembra che fosse più infastidito dal pianto disperato della moglie che dalla morte del suo ultimogenito.

### La carriera criminale
Il giovane Conte arriva a farsi conoscere come uno dei personaggi più famigerati delle terre della ormai ex Patria del Friuli: la sua banda assume le dimensioni di un piccolo esercito, alcune stime parlano di quasi quattrocento uomini, dotati pure di una divisa propria composta di un cappello a larghe falde con coccarda verde, una tracolla anch’essa verde e dei distintivi neri che li qualificavano come soldati del conte Lucio. Tale milizia privata viene soprannominata dal popolo  "cordoni verdi" e il Lucio li utilizza per seminare il terrore nelle terre del Friuli, imponendo la propria legge e taglieggiandone i commercianti e contadini i quali vengono costretti a pagare pedaggi e tasse imposte dagli uomini del Conte o a cedere gratuitamente beni e servizi. Prende anche ad esercitare il contrabbando e, in sfregio all'autorità della Repubblica, comincia ad emettere delle "lettere di requisizione" dal valore legalmente nullo ma delle quali si serve per dare una parvenza di legittimità alle sue ruberie: con questi fogli infatti, dotati del sigillo e della firma del Conte, obbliga osti e commercianti a fornire alla sua masnada tutto ciò di cui avessero avuto bisogno dietro la promessa di un pagamento futuro che tuttavia raramente arriva; se poi qualche disgraziato vuole sollecitare il pagamento l'unico risultato che spesso ottiene è quello di una robusta dose di legnate da parte degli scherani del Torriano.
La notizia di questa sua condotta pervicace e predatoria giunge alle orecchie del Governo della Repubblica il quale, a seguito delle numerose denunce di commercianti e ufficiali danneggiati o maltrattati dal Conte e dai suoi scherani, emette nel 1716 un primo bando di condanna contro il giovane nobile; tuttavia, impegnata in quel momento contro i Turchi, Venezia non ha né la forza né la voglia di occuparsi delle prepotenze di un nobile di campagna per quanto odioso e non dà seguito alla condanna. Ciò porta il giovane Lucio a ritenersi intoccabile, tanto che durante il Carnevale di Venezia dello stesso anno si reca in città, nonostante il bando pendente sul suo capo, accompagnato da una nutrita schiera di "cordoni verdi". In città nel giorno del Giovedì Grasso dà sfoggio della sua proverbiale arroganza fendendo la folla, riunita in Piazza S. Marco per una processione solenne, con una carrozza trainata da sei cavalli croati. Dà inoltre sfogo alla sua lussuria passando da una relazione adulterina all'altra, comprese monache e mogli di Senatori, ma il culmine di questo suo libertinaggio è la sottrazione di una sposa alla casa coniugale: era questa una tal Rosalba, moglie di un Cancelliere degli Esecutori contro la Bestemmia, la quale per amore del giovane abbandona il marito portandosi via gli ori e gli argenti di casa per seguirlo nelle sue terre feudali.
Nonostante lo scandalo suscitato e le feroci denunce contro il Conte giunte al Consiglio dei Dieci, la Repubblica si astiene dall'agire e il giovane Lucio continua a spadroneggiare in Friuli. A Udine soprattutto le incursioni del Torriani e dei suoi "cordoni verdi" suscitano il terrore nei commercianti e nei tenutari delle osterie: stabilitosi con l'amante Rosalba nel suo palazzo di città, sito dove attualmente si trova Piazza XX Settembre, il Conte e i suoi non perdono occasione per sfidare la pubblica autorità, taglieggiando i commercianti e ostentando apertamente le proprie armi nonostante le severe leggi veneziane che vietino tassativamente di portare e ostentare strumenti atti ad offendere nei confini delle mura cittadine. 
La goccia che fa traboccare il vaso arriva in occasione della solenne processione dell'Ascensione, durante la quale il Conte e i suoi sfidano apertamente il Luogotenente Giovanni Sagredo ostentando le proprie armi e dileggiando il Governo e le leggi venete. Furibondo il Luogotenente decide che è il momento di farla finita e ristabilire l'imperio della legge: dunque scrive una veemente lettera ai Tre Inquisitori di Stato elencando dettagliatamente i crimini del Conte e chiedendo istruzioni su come procedere. La risposta non si fa aspettare e l'Inquisitore Leonardo Emo domanda al Luogotenente Sagredo se fosse preferibile l'invio di un forte contingente di birri per arrestare il Torriano oppure se fosse auspicabile una sua eliminazione per "via segreta" ovverosia per mano di un sicario dei Tre Inquisitori; il Luogotenente risponde che la scelleratezza del Torriano richiede che la condanna venga eseguita pubblicamente così da restituire dignità alla vilipesa autorità di S. Marco, anche perché risulterebbe difficile per un sicario avvicinarsi a Lucio, perennemente scortato dai suoi "cordoni verdi". Alla fine fu deciso di ricorrere alla forza armata della Repubblica e con giudizio all'unanimità il 6 giugno 1717 viene emessa la condanna:
(Condanna del Conte Lucio emanata dai Tre Inquisitori il 6 Giugno 1717)
Poiché il rischio di provocare sanguinosi disordini in città è forte, essendo il Lucio sempre circondato da bravi e asserragliato nel proprio palazzo udinese, le autorità decidono di non arrestarlo a Udine, ma di approfittare della sua annunciata incursione a Padova per la festa del Patrono. Vengono dunque fatti affluire rinforzi nella città patavina e la guarnigione viene allertata di tenersi pronta ad arrestare il Conte qualora avesse messo piede in città coi suoi "cordoni verdi". Benché pienamente conscio di essere bandito e passibile di arresto, il Conte decide nuovamente di sfidare l'autorità della Repubblica e si presenta l'11 giugno a Padova con un seguito di trentaquattro "cordoni verdi". Il giorno prima, colto da un temporale, fa sosta a Treviso in un'osteria assieme al suo seguito e qui si rende protagonista dell'ennesima sfida alla Dominante, minacciando con le armi il Capitano di Campagna e una squadra di soldati che avevano cercato riparo dalla pioggia nella stessa osteria dove il nobile e i suoi uomini avevano preso alloggio. 
A Padova dà subito sfogo alla propria ribalderia assieme ai suoi uomini, rendendosi protagonista di schiamazzi e disordini, per poi prendere alloggio in Borgo S. Croce: avendo notato un numero insolito di soldati nella città e supponendo guai, stabilisce dei turni di guardia dei suoi uomini, occupando il borgo in maniera quasi militare. Il 16 di giugno, rivestito della propria corazza e armato di spada e pistola, guida i suoi uomini all'assalto di una caserma di cappelletti e dà luogo ad un feroce scontro a fuoco durante il quale due dei suoi uomini rimangono uccisi mentre lui e dieci altri suoi vengono feriti.
La sua truppa viene dispersa ma il Torriano, assieme a pochi altri, riesce a scampare alla caccia spietata dei soldati veneziani nascondendosi in un convento  (il cui abate era suo cugino) e da lì a fuggire nottetempo da Padova e raggiungere le sue terre di Villalta travestito da benedettino. Nel frattempo i cadaveri dei due "cordoni verdi" caduti negli scontri vengono impiccati in piazza a Padova seguiti, dopo un processo per direttissima, dai dieci catturati durante gli scontri.

### L'esilio e l'assassinio della moglie
Dopo i fatti di Padova la Serenissima non è più disposta a tollerare la condotta criminale del Conte, ragion per cui il 17 luglio 1717 il Consiglio dei Dieci lo bandisce dal territorio della Repubblica, stabilendo che qualora vi avesse fatto ritorno sarebbe stato condannato alla decapitazione; venne anche stabilita una ricompensa di 2.000 Ducati per chi l'avesse catturato nei territori dello Stato e di 4.000 per chi invece lo avesse catturato in terre "aliene" e ricondotto a Venezia. Viene inoltre decretato che i suoi beni siano espropriati e utilizzati per risarcire le vittime delle sue malefatte, la sua decadenza dal titolo di Conte e che il suo palazzo udinese venga abbattuto; al posto di esso fu eretta una colonna infame a monito dei suoi crimini, destinata a permanervi fino al 1797. Pare che alla demolizione del palazzo dell'odiato Conte abbia partecipato con gioia buona parte della popolazione udinese, smaniosa di prendersi una rivincita dopo anni di soprusi. Inoltre il Luogotenente Sagredo, artefice della rovina del Torriano, viene fatto oggetto di grandi feste e la commozione da parte della popolazione per il suo ritorno a Venezia al termine del suo mandato fu grande e sincera. 
Braccato dalla giustizia veneta, l'ormai ex-Conte si rifugia con l'amante Rosalba nei territori del Goriziano, all'epoca sotto il dominio imperiale, e trascorre i successivi cinque anni ospite di varie importati famiglie nobili, intrecciando diverse relazioni con nobildonne di ogni età spesso con l'obiettivo di depredarle dei loro gioielli e averi. Per un periodo soggiorna anche a Vienna, dove tenta di ottenere potenti appoggi che intercedano per lui presso il governo veneziano ma la Corte Imperiale, informata delle sue malefatte dall'Ambasciatore di S. Marco, non gli offre l'aiuto sperato. Le notizie delle sue imprese si fanno frammentarie: dopo aver trascorso un anno e mezzo a Vienna lascia la capitale austriaca girovagando tra l'Austria e l'Ungheria, rendendosi oltremodo noto per le sue "imprese" come la seduzione della figlia di un Barone di Klagenfurt che lo fa imprigionare per quattro mesi nelle prigioni del castello di Liubljana.
Nel 1721 il Luogotenente di Udine Antonio Erizzo denuncia nel suo rapporto alla Serenissima che il Torriano, assieme ad altri nobili banditi dallo Stato Veneto, si è reso protagonista di un'incursione nelle campagne friulane dandosi a razzie e saccheggi contro la popolazione, ma prima che le truppe veneziane riuscissero a mettergli le mani addosso l'ex Conte è già riparato nei territori dell'Impero assieme ai suoi complici.
A corto di quattrini decide di ritrovare la moglie, la quale lo raggiunge nel goriziano assieme ai figli, e con lei protesta falsamente di essersi pentito e di aver finalmente messo giudizio. Tuttavia non si tratta che di una menzogna; infatti, una volta ottenuto il denaro della moglie, riprende la sua vita sregolata circondandosi di amanti e alla povera Eleonora non rimane che piegare il capo e sopportare finché, convinta dal fratello Rizzardo, non si decide ad abbandonare il marito per ritornare a Noale con i figli. Quello stesso anno viene raggiunto da un'ordinanza imperiale che gli ingiunge il domicilio coatto in quel di Cormons, con il divieto di allontanarvisi. Tuttavia Lucio non tiene tale ordinanza nella benché minima considerazione, anche perché nello stesso periodo frequenta spesso Farra d'Isonzo dove ha intrecciato una relazione con la Contessa Marianna Strassoldo (moglie del Conte Rizzardo Strassoldo, zio della moglie Eleonora) e con la di lei figlia Ludovica. Accade però che Ludovica nel corso della relazione col Lucio rimanga incinta; Niccolò Strassoldo, fratello della sedotta, per salvare l'onore della famiglia esige dunque un matrimonio riparatore, ma ciò è impossibile in quanto Lucio è già sposato con Eleonora.
Con la complicità di Marianna viene dunque decisa di comune accordo l'uccisione della moglie di Lucio, così che questi si possa sposare regolarmente con Ludovica ed evitare lo scandalo che avrebbe investito la famiglia. Dell'esecuzione del delitto si incarica Niccolò il quale, accompagnato dall'amante Orsola Sgognico, detta Gurissizza, si reca a Noale presso la dimora della cugina Eleonora con la scusa di una visita e la notte tra il 7 e l'8 Febbraio del 1722 la uccide crudelmente fracassandole il cranio con il pesante calcio di una pistola, per poi fuggire dal palazzo e raggiungere i complici a Farra convinto di averla fatta franca. Tuttavia troppi l'hanno visto in casa della Contessa nelle ore precedenti al delitto e in più durante la fuga getta via la pistola con la quale ha compiuto il delitto: l'arma viene ritrovata in un fosso a poca distanza da Noale ancora sporca di sangue e capelli della sventurata e i testimoni la riconoscono come una delle due pistole con le quali il conte Niccolò era giunto a Noale. 

### L'arresto e la condanna a morte
La notizia dell'assassino suscita un'incredibile ondata di sdegno sia a Venezia che a Vienna, anche per il diretto interessamento di Girolamo di Colloredo il quale, sollecitato dal nipote Rizzardo di Madrisio che chiede giustizia pronta e spietata, utilizza tutta la propria influenza alla Corte Imperiale affinché i rei vengano arrestati e processati il più presto possibile: accade che le autorità dei due Stati decidano di farla definitivamente finita con Lucio e i suoi efferati complici, i quali si sono asserragliati nel Castello di Farra d'Isonzo pronti a tutto. Il Capitano di Gradisca, Conte Francesco Antonio Lantieri, appena giuntagli notizia del delitto, invia il suo vice-comandante, il Barone del Fin, con un seguito di trenta soldati della guarnigione ad arrestare gli assassini. Lucio e Niccolò rispondono alla convocazione sparando contro i soldati e ferendone gravemente due, costringendo il del Fin a ritirarsi; vengono dunque chiesti rinforzi e da Gradisca giunge un contingente forte di 150 soldati e 2 cannoni che circonda il castello e minaccia di spianarlo a cannonate in caso di mancata resa: i cannoni puntati convincono i rei ad arrendersi ai soldati, che li conducono legati nel castello di Gradisca.
Segue dunque un lungo processo che vede imputati Lucio, Marianna e Niccolò Strassoldo; imputate, benché in buona parte estranee ai fatti, anche la Gurissizza e Ludovica, le quali alla fine vengono prosciolte dall'accusa di complicità nell'omicidio della Contessa Eleonora. Un procedimento uguale si svolge a Venezia e la sentenza stabilisce che il palazzo di Noale debba essere abbattuto e sulle sue rovine eretta una colonna infame. Alla fine, il 26 giugno il Tribunale Imperiale proclama la condanna dei tre imputati alla pena di morte mediante il taglio della testa, sentenza sottoscritta il 16 giugno dall'Imperatore Carlo VI e che viene eseguita il 3 luglio 1723. A Lucio, che le cronache riferiscono schiacciato dal rimorso per le sue malefatte più che dalla paura della mannaia del boia, viene risparmiato il supplizio della ruota, tuttavia gli viene attanagliato due volte il petto, mentre i suoi complici Marianna e Niccolò vengono sottoposti al supplizio delle tenaglie ardenti prima che gli venga mozzata la testa. A Niccolò viene pure mozzata la mano destra, con la quale ha spacciato la cugina, che viene inchiodata accanto al suo cadavere decollato.
Le turpi azioni del Conte macchiano indelebilmente la reputazione dei Della Torre, tanto che il 5 Settembre 1728, quando l'Imperatore giunse a Gorizia per assistere alla messa solenne, i Della Torre furono esclusi dal privilegio di precedere l'Imperatore portando lo spadone durante la messa.
Dei figli legittimi avuti da Eleonora, Cecilia sposa il nobiluomo cividalese Riccardo de Portis mentre Sigismondo, dimostrandosi più figlio della madre che del padre, si stabilirà a Pordenone ove condurrà una vita onestissima e onorata, tanto da ottenere la restituzione dei beni di famiglia in virtù della sua pia condotta. Morirà a Pordenone nel 1804 all'età di 89 anni senza che la sua reputazione sia mai stata macchiata da eccesso alcuno.